# Торндайк, Рассел
Ра́ссел То́рндайк (англ. Russell Thorndike; 6 февраля 1885, Рочестер (Кент) — 7 ноября 1972, Лондон) — британский актёр и писатель, известный по роману «Доктор Син из Ромни Марш».

## Биография
Родился в Рочестере, где его отец был настоятелем Рочестерского собора. Сначала учился в школе Св. Георга при Виндзорском замке, затем в академии Бена Гритса. После чего путешествовал по Северной Америке, Южной Африке и Азии.
В течение этого времени им был закончен первый роман о приключениях доктора Сина.

## Избранная фильмография
- 1922 — Макбет
- 1923 — Пертская красавица
- 1924 — Человеческие желания
- 1924 — Мириам Роцелла
- 1933 — Крыша
- 1933 — Марионетки судьбы
- 1933 — Выстрел в темноте
- 1936 — Fame (1936)
- 1944 — Генрих V — Жан I де Бурбон

## Избранная библиография
- Doctor Syn: A Tale of the Romney Marsh (1915)
- The Slype (1927)
- Doctor Syn on the High Seas (1935)
- Doctor Syn Returns (1936)
- Further Adventures of Doctor Syn (1936)
- Courageous Exploits of Doctor Syn (1938)
- Amazing Quest of Doctor Syn (1939)
- Shadow of Doctor Syn (1944)
- Children Of The Garter
- The House Of Jeffreys
- Jet And Ivory
- Herod’s Peal
- The Vandekkers
- Sybil Thorndike
- The Master Of The Macabre (1946)